# Förde

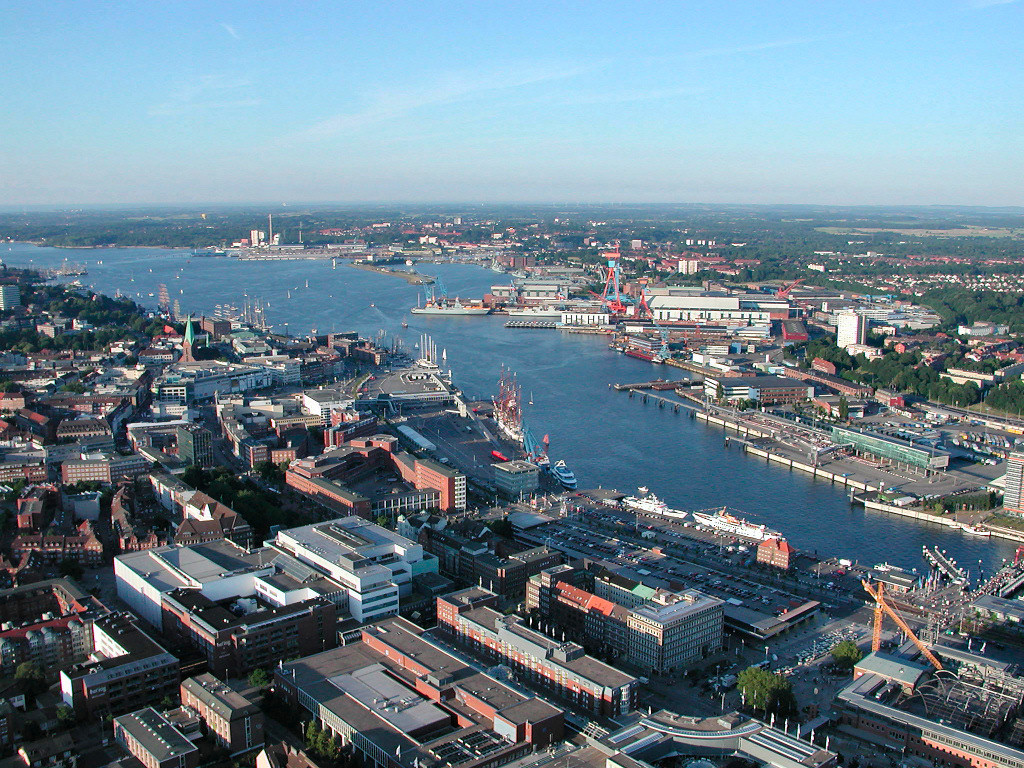
A Kieli kikötő a Kieli-förde végén helyezkedik el

A förde egy hosszan elnyúló, mozgó belföldi jég által kivájt tengeröböl. A förde szó a norvég fjord kifejezés német megfelelője, a geográfiai nyelvben azonban a fjordoktól eltérően olyan glaciális eredetű tengeröblöket jelölnek vele, amelyek síksági területbe nyúlnak be. A fördék Észak-Európa alföldi jellegű partvidékein helyezkednek el. Különösen sok található Dánia és Schleswig-Holstein keleti partvidékén.

## Kialakulás
A fördéket a fjordokhoz hasonlóan a mozgó belföldi jég hozta létre, kialakulásuk azonban merőben eltér a fjordokétól. Fördék esetében a belföldi jég útját nem állták hegyoldalak, így a jég pusztító ereje nem koncentrálódott csupán a felület egy részére. A fördék abban különböznek a fjordoktól, hogy míg a fjordokat csupán kimélyítette, addig a fördéket teljesen a mozgó jégtömeg hozta létre. Szintén a különbséget jelzi, hogy a fjordok elágaznak, míg a fördék egyetlen völgyként húzódnak a tájon át. 
Kialakulásukra két magyarázat létezik.
- A jég a szárazföld felé igen lassan keskenyedő csatornákat vájt a földbe, amelyek tölcsértorkolatra hasonlítanak. A jég által kimart anyag a förde környezetének morénáiban megtalálható. A jég elolvadása után a tengervíz benyomult az öblökbe.
- Egy másik magyarázat szerint a fördék az egykor a jég alatt áramló vizek által kimart folyómedrek. Ennek ellentmond, hogy többségük végénél nem található beérkező vízfolyás, amely az egykori jég alatti vízfolyás útját követné.

Az angol nyelvterületen fjardnak vagy fiardnak, a svéd partvidéken fjärdnek (többes számban fjärdar) nevezik a fördéket. Az angol firth(en) ettől némileg különböző partvidéki geológiai jelenség.

## Jelentőségük
A fördék mélyebb vizűek a környező partoknál, így természetes hajózócsatornaként már a középkorban is számításba jöttek. Mély, ám folyami áramlásoktól mentes vizük nagyszerű kikötőhelynek bizonyult, ezért már a középkorban komoly kikötőgazdaság fejlődött ki a fördék csúcsain. A fördék viharoktól védett partjain a Hanza legsikeresebb városai jöttek létre: Flensburg, Kiel és Lübeck. A fördék hajózási adottságai még ma is érezhetőek, a középkori kikötők napjainkban is működnek. A Kieli-förde a Kieli-csatorna egyik végpontja.

## Fordítás
- Ez a szócikk részben vagy egészben  a   Förde című német Wikipédia-szócikk ezen változatának fordításán alapul.  Az eredeti cikk szerkesztőit annak laptörténete sorolja fel. Ez a jelzés csupán a megfogalmazás eredetét és a szerzői jogokat jelzi, nem szolgál a cikkben szereplő információk forrásmegjelöléseként.
- Ez a szócikk részben vagy egészben  a   Förden and East Jutland Fjorde című német Wikipédia-szócikk ezen változatának fordításán alapul.  Az eredeti cikk szerkesztőit annak laptörténete sorolja fel. Ez a jelzés csupán a megfogalmazás eredetét és a szerzői jogokat jelzi, nem szolgál a cikkben szereplő információk forrásmegjelöléseként.